# Almila Ada
Almila Ada Bayazıtoğlu (* 4. August 1994 in Istanbul) ist eine türkische Schauspielerin, Model und Ballerina.

## Leben und Karriere
Adas Vater ist Journalist und ihre Mutter ist eine Modedesignerin und Lehrerin. Schon in ihrer Kindheit zeigte sie Interesse am Ballett und nahm am Ballettunterricht teil. Aufgrund der beruflichen Anforderungen ihrer Mutter lebte sie eine Zeit lang in Russland. Sie studierte am İstanbul Üniversitesi Devlet Konservatuarı. Danach schloss Ada ihre Ballettausbildung an der Mimar Sinan Üniversitesi ab und reiste nach London, um weiter zu studieren. Dort wurde sie von einem Regisseur zur Schauspielerei ermutigt und begann damit ihre Karriere als Schauspielerin. Ada bekam eine Nebenrolle in Avengers: Age of Ultron. Dort spielte sie Natasha Romanov als Kind. Da sie an einer Achillessehnenverletzung und Knochenproblemen litt, kam sie zur Physiotherapie nach Istanbul. Anschließend spielte sie in der Serie Kaderimin Yazıldığı Gün mit. Danach trat sie für eine kurze Zeit in der Fernsehserie Kırgın Çiçekler auf. 2017 bekam sie eine Rolle Adı Efsane. Ihre erste Hauptrolle bekam Ada in der Serie Cennet'in Gözyaşları. Danach bekam sie ihre nächsten Hauptrollen in den Fernsehserien Bir Deli Rüzgar, Güvercin und Üç Kız Kardeş.
Neben der Schauspielerei hat Ada für Zeitschriften und Marken wie Hollister, IQ, Vogue und InStyle gemodelt.

## Filmografie
Filme
- 2020: The Strange Story of a Shining Pearl
- 2022: Son Parti
- 2022: Barış Akarsu „Merhaba“

Serien
- 2014–2015: Kaderimin Yazıldığı Gün
- 2016: Kırgın Çiçekler
- 2017: Adı Efsane
- 2017–2018: Cennet'in Gözyaşları
- 2018: Bir Deli Rüzgar
- 2019–2020: Güvercin
- 2021: Menajerimi Ara
- 2022–2024: Üç Kız Kardeş